# Zlatý pohár CONCACAF 1991
Zlatý pohár CONCACAF 1991 bylo 11. mistrovství pořádané fotbalovou asociací CONCACAF. Vítězem se stala Fotbalová reprezentace Spojených států.

## Kvalifikované týmy
Hlavní článek: Kvalifikace na Zlatý pohár CONCACAF 1991
Severoamerická zóna - kvalifikováni automaticky:
- USA (hostitel)
- Mexiko
- Kanada

Karibská zóna - kvalifikováni přes Karibský pohár 1991:
- 1. místo:  Jamajka
- 2. místo:  Trinidad a Tobago

Středoamerická zóna - kvalifikováni přes Středoamerický pohár 1991:
- 1. místo:  Kostarika
- 2. místo:  Honduras
- 3. místo:  Guatemala

## Základní skupiny

### Skupina A
| Tým      | B | Z | V | R | P | VG | IG | +/- |
| -------- | - | - | - | - | - | -- | -- | --- |
| Honduras | 5 | 3 | 2 | 1 | 0 | 10 | 3  | +7  |
| Mexiko   | 5 | 3 | 2 | 1 | 0 | 8  | 3  | +5  |
| Kanada   | 2 | 3 | 1 | 0 | 2 | 6  | 9  | -3  |
| Jamajka  | 0 | 3 | 0 | 0 | 3 | 3  | 12 | -9  |

| 28. června 1991               |        |                                                      |                                                                       |
| Kanada                        | 2:4    | Honduras                                             | Memorial Coliseum, Los Angeles diváci: 35 000 rozhodčí: Angeles (USA) |
| Mitchell 66', 72' Forrest 28' | Report | Bennett 28' (pen.) Espinoza 35' Cálix 44' Flores 51' | Memorial Coliseum, Los Angeles diváci: 35 000 rozhodčí: Angeles (USA) |

| 28. června 1991                                            |        |          |                                                                       |
| Mexiko                                                     | 4:1    | Jamajka  | Memorial Coliseum, Los Angeles diváci: 35 000 rozhodčí: Success (ANT) |
| Galindo 28' (pen.), 55' (pen.) Zaguinho 39' Hermosillo 59' | Report | Reid 39' | Memorial Coliseum, Los Angeles diváci: 35 000 rozhodčí: Success (ANT) |

| 30. června 1991                                     |        |         |                                                                     |
| Honduras                                            | 5:0    | Jamajka | Memorial Coliseum, Los Angeles diváci: 4 797 rozhodčí: Forbes (TRI) |
| Cálix 28', 51' Anariba 32' Bennett 69' Yearwood 89' | Report |         | Memorial Coliseum, Los Angeles diváci: 4 797 rozhodčí: Forbes (TRI) |

| 30. června 1991 |        |                                                  |                                                                        |
| Kanada          | 1:3    | Mexiko                                           | Memorial Coliseum, Los Angeles diváci: 4 797 rozhodčí: Gutiérrez (CRC) |
| Lowery 83'      | Report | Hermosillo 4' de la Torre 40' Galindo 89' (pen.) | Memorial Coliseum, Los Angeles diváci: 4 797 rozhodčí: Gutiérrez (CRC) |

| 3. července 1991    |        |                                       |                                                                     |
| Jamajka             | 2:3    | Kanada                                | Memorial Coliseum, Los Angeles diváci: 36 703 rozhodčí: Ortíz (ESA) |
| Wright 42' Reid 63' | Report | Mitchell 36' Miller 54' Limniatis 60' | Memorial Coliseum, Los Angeles diváci: 36 703 rozhodčí: Ortíz (ESA) |

| 3. července 1991 |        |             |                                                                     |
| Mexiko           | 1:1    | Honduras    | Memorial Coliseum, Los Angeles diváci: 36 703 rozhodčí: Majid (USA) |
| Hermosillo 67'   | Report | Anariba 10' | Memorial Coliseum, Los Angeles diváci: 36 703 rozhodčí: Majid (USA) |

### Skupina B
| Tým               | B | Z | V | R | P | VG | IG | +/- |
| ----------------- | - | - | - | - | - | -- | -- | --- |
| USA               | 6 | 3 | 3 | 0 | 0 | 8  | 3  | +5  |
| Kostarika         | 2 | 3 | 1 | 0 | 2 | 5  | 5  | 0   |
| Trinidad a Tobago | 2 | 3 | 1 | 0 | 2 | 3  | 4  | -1  |
| Guatemala         | 2 | 3 | 1 | 0 | 2 | 1  | 5  | -4  |

| 29. června 1991                      |        |           |                                                            |
| Kostarika                            | 2:0    | Guatemala | Rose Bowl, Pasadena diváci: 18 435 rozhodčí: Siefert (CAN) |
| R. Gómez 14' Flores 17' González 86' | Report |           | Rose Bowl, Pasadena diváci: 18 435 rozhodčí: Siefert (CAN) |

| 29. června 1991       |        |                   |                                                          |
| USA                   | 2:1    | Trinidad a Tobago | Rose Bowl, Pasadena diváci: 18 435 rozhodčí: Ortíz (ESA) |
| Murray 85' Balboa 87' | Report | Lewis 67'         | Rose Bowl, Pasadena diváci: 18 435 rozhodčí: Ortíz (ESA) |

| 1. července 1991     |        |            |                                                         |
| Trinidad a Tobago    | 2:1    | Kostarika  | Rose Bowl, Pasadena diváci: 6 344 rozhodčí: Garza (MEX) |
| Lewis 38' Thomas 89' | Report | Medford 6' | Rose Bowl, Pasadena diváci: 6 344 rozhodčí: Garza (MEX) |

| 1. července 1991                            |        |           |                                                           |
| USA                                         | 3:0    | Guatemala | Rose Bowl, Pasadena diváci: 6 344 rozhodčí: Success (ANT) |
| Murray 11' Quinn 46' Wynalda 52' Balboa 89' | Report |           | Rose Bowl, Pasadena diváci: 6 344 rozhodčí: Success (ANT) |

| 3. července 1991  |        |           |                                                                       |
| Trinidad a Tobago | 0:1    | Guatemala | Memorial Coliseum, Los Angeles diváci: 36 703 rozhodčí: Fuentes (HON) |
|                   | Report | Espel 89' | Memorial Coliseum, Los Angeles diváci: 36 703 rozhodčí: Fuentes (HON) |

| 3. července 1991                              |        |                       |                                                                             |
| USA                                           | 3:2    | Kostarika             | Memorial Coliseum, Los Angeles diváci: 36 703 rozhodčí: Brizio Carter (MEX) |
| Vermes 6' Pérez 49' (pen.) Marchena 59' (vl.) | Report | Arguedas 30' Jara 33' | Memorial Coliseum, Los Angeles diváci: 36 703 rozhodčí: Brizio Carter (MEX) |

## Play off

### Semifinále
| 5. července 1991       |        |           |                                                                       |
| Honduras               | 2:0    | Kostarika | Memorial Coliseum, Los Angeles diváci: 41 103 rozhodčí: Angeles (USA) |
| Bennett 38' Flores 79' | Report |           | Memorial Coliseum, Los Angeles diváci: 41 103 rozhodčí: Angeles (USA) |

| 5. července 1991     |        |        |                                                                     |
| USA                  | 2:0    | Mexiko | Memorial Coliseum, Los Angeles diváci: 41 103 rozhodčí: Ortiz (SLV) |
| Doyle 48' Vermes 64' | Report |        | Memorial Coliseum, Los Angeles diváci: 41 103 rozhodčí: Ortiz (SLV) |

### O 3. místo
| 7. července 1991      |        |           |                                                                      |
| Mexiko                | 2:0    | Kostarika | Memorial Coliseum, Los Angeles diváci: 39 873 rozhodčí: Forbes (TRI) |
| Farfán 9' Galindo 89' | Report |           | Memorial Coliseum, Los Angeles diváci: 39 873 rozhodčí: Forbes (TRI) |

### Finále
| 7. července 1991 |              |          |                                                                             |
| USA              | 0:0 (prodl.) | Honduras | Memorial Coliseum, Los Angeles diváci: 39 873 rozhodčí: Brizio Carter (MEX) |
|                  | Report       |          | Memorial Coliseum, Los Angeles diváci: 39 873 rozhodčí: Brizio Carter (MEX) |

|                                                         |     | Penaltový rozstřel                                           |  |
| Balboa Vermes Pérez Caligiuri Eck Quinn Kinnear Clavijo | 4:3 | Castro Anariba Yearwood Flores Zapata Cálix Vallejo Espinoza |  |